# ニッコロ2世・デステ
ニッコロ2世・デステ（イタリア語：Niccolò II d'Este, 1338年5月17日 - 1388年3月26日）は、フェラーラ侯、モデナ＝レッジョ侯（在位：1361年 - 1388年）。

## 生涯
オビッツォ3世・デステの息子。兄アルドブランディーノ3世の死により侯位を継承した後、ベルナボ・ヴィスコンティに対抗するため、ニッコロ2世はパドヴァ、ヴェローナおよびマントヴァと同盟を結び、ヴィテルボにおける会談の後、1367年にローマ教皇ウルバヌス5世の支援も得ることができた。
ニッコロ2世の治世の間に、フェラーラは芸術都市としての評判を得るようになった。1385年の民衆による反乱の後、ニッコロ2世はベルトリーノ・ダ・ノヴァーラにエステンセ城の建設を依頼した。

## 子女
- タデア（1365年 - 1404年） - パドヴァ領主フランチェスコ2世・ダ・カッラーラと結婚